# Skogsand
Skogsand (Pteronetta hartlaubii) är en afrikansk fågel i familjen änder inom ordningen andfåglar.

## Utseende och läte
Skogsanden är en relativt stor and, lätt igenkänd på kombinationen av svart huvud och hals, mörkt kastanjefärgad kropp och blågrå övre vingtäckare, mest synliga i flykten. Hanen har vita teckningar på huvudet. Dessa saknar honan, som dessutom är mer dovt färgad. Lätena består av olika visslingar och kvackande läte i flykten.

## Utbredning och systematik
Fågeln förekommer lokalt i Afrika nära Ekvatorn, närmare bestämt från Guinea till Ghana och från Nigeria österut till Sydsudan och söderut till västra Uganda, södra Demokratiska republiken Kongo och norra Angola. Den behandlas som monotypisk, det vill säga att den inte delas in i några underarter.

### Släktskap
Fågeln placeras numera som ensam art i släktet Pteronetta från att tidigare ha placerats i Cairina. DNA-studier visar att fågeln är närmast släkt med blåvingad gås (Cyanochen cyanoptera) och att dessa båda är nära besläktade med änder i Marmaronetta, Asarcornis, Aythya och Netta. Individer från nordöstra Demokratiska republiken Kongo med mycket vitt på huvudet urskiljdes tidigare som en egen underart, albifrons, men denna egenskap varierar individuellt.

## Levnadssätt
Skogsanden är Afrikas enda äkta skogslevande and som hittas i undanskymda våtmarker, dammar och små floder. Födan består mestadels av vattenlevande ryggradslösa djur som insekter, spindlar, mollusker och kräftdjur, men även vegetabilisk föda. Inga bon har hittats i det vilda, men tros häcka under regnperioden.

## Status och hot
Arten har ett stort utbredningsområde, men tros minska i antal, dock inte tillräckligt kraftigt för att den ska betraktas som hotad. Internationella naturvårdsunionen IUCN listar arten som livskraftig (LC). Världspopulationen tros bestå av mellan 26 000 och 110 000 individer. Den verkar vara lokalt vanlig i Centralafrika, allra vanligast i Kamerun, men väldigt ovanlig och minskande i antal i Västafrika där möjligen färre än 1 000 individer återstår.

## Namn
Fågelns vetenskapliga artnamn hedrar den tyske ornitologen och samlaren Gustav Hartlaub (1814–1900).